# بوزور سين
بوزور سين كان وصي العرش في آشور ومسؤول عن طرد أسينوم ملك البابليين التابع للعموريين، مما جعل آشور دوغول يتمكن من الاستيلاء على العرش. تَبِع هذا الحدث فترة من الحرب الأهلية سُميت بالحرب الأهلية الآشورية والتي أنهت النفوذ البابليين والعموريين في آشور عام 1720 ق م.